# 2S22 Bohdana
2S22 Bohdana là một loại pháo tự hành bánh lốp sử dụng đạn pháo 155 mm chuẩn NATO được phát triển bởi Ukraine. Khẩu pháo này được đặt trên khung xe tải sáu bánh của Ukraina KrAZ-6322. Pháo có cabin đôi được bọc thép và cơ số đạn 20 trái. Khẩu pháo có tầm bắn tối thiểu 780 mét, và tối đa 40 km khi sử dụng HE/AP ammunition hoặc 50 km bằng rocket-assisted projectile. Khẩu pháo này có tốc độ bắn 6 viên một phút.

## Lịch sử
Khẩu pháo này trải qua 5 vụ bắn thử nghiệm vào năm 2018. Lần xuất hiện đầu tiên của nó là vào dịp Lễ Duyệt binh Ngày Độc Lập Kyiv ngày 24 tháng 8 năm 2018. Các cuộc bắn thử nghiệm diễn ra tại thao trường Shyrokyi Lan vào tháng 5 năm 2021. Các cuộc bắn thử nghiệm tiếp Theo được thực hiện ở trường bắn thuộc tỉnh Odesa vào tháng 12 năm 2021 và tháng 1 năm 2022, tổng cộng có 450 phát bắn được thực hiện ở khoảng cách 42 km, vượt mong đợi của nhà sản xuất là 40 km.
Tháng 1 năm 2023, 2S22 bước vào giai đoạn sản xuất theo lời bộ trưởng quốc phòng Oleksii Reznikov.  Những đơn vị đầu tiên sẽ được bàn giao trong vài tháng tới.
Tháng 12 năm 2023, tờ báo Economichna Pravda tường thuật rằng Lực lượng Mặt đất Ukrainia đã nhận được khoảng 30 khẩu pháo Bohdana và một phiên bản xe kéo đang được phát triển. Tám khẩu Bohdana hiện đang được sản xuất mỗi tháng.

### Chiến tranh Nga-Ukraina
Ngày 25 tháng 2 năm 2022, khi Nga xâm lược Ukraine xảy ra, nhà sản xuất của Bohdana được lệnh phá hủy mẫu thử nghiệm duy nhất, nhằm ngăn quân Nga chiếm được nó. Tuy nhiên, nhà sản xuất đã xoay xở để đưa pháo giao cho Quân lực Ukraina. Ngày 7 tháng 5 năm 2022 Forbes đưa tin mẫu thử nghiệm đã được triển khai tại tiền tuyến và đang khai hỏa về phía quân Nga.
Tháng 6 năm 2022 lực lượng Ukraina trên đất liền đã sử dụng 2S22 Bohdana pháo kích quân Nga trên Đảo Rắn, cách đất liền 35 km. Ngoài pháo kích, quân đội Ukraina cũng sử dụng drone tấn công quân Nga khiến cho họ phải bỏ chạy khỏi đảo vào 30 tháng 6.
Bộ trưởng quốc phòng Ukraina Oleksii Reznikov phát biểu vào đầu năm 2023  rằng việc sản xuất hàng loạt phiên bản cải tiến của Bohdana đã bắt đầu. Phiên bản cải tiến bao gồm thay thế xe kéo KrAZ-6322 bằng KrAZ hoặc MAN 6x6 hay  Tatra 817 8x8. Tháng 7 năm 2023, một video cho thấy 57th Motorized Brigade đang vận hành ít nhất 2 khẩu Bohdana trên khung gầm MAZ-6317 (với động cơ Nga được thay bằng động cơ Trung Quốc) được công bố. Pháo 2S22 Bohdana được lực lượng Ukraina chính thức cho vào biên chế vào 21 tháng 7 năm 2023. Hai ngày sau, một khẩu Bohdana cải tiến trên khung gầm Tatra 815-7 8x8 được ghi nhận đang phục trong biên chế 1st Special Purpose Brigade. Militarnyi cho rằng khung gầm Tatra 815-7 có lẽ bắt nguồn từ các xe BM-27 Burevyi Ukraina trong kho dự trữ vốn đã hết đạn trong năm đầu của cuộc chiến Nga xâm lược.
Đến cuối tháng 11, các hình ảnh của phiên bản Bohdana  cải tiến được công bố trên mạng xã hội, cho thấy khẩu pháo được tích hợp máy nạp đạn tự động tương tự các khẩu pháo tự hành hiện đại của phương tây.